# Noah Sadaoui
Noah Wail Sadaoui (Casablanca, 14 september 1993) is een Marokkaans-Amerikaans voetballer die bij voorkeur als rechtsbuiten speelt. In 2014 verruilde hij Maccabi Haifa voor Ajax Cape Town.

## Carrière
Sadaoui werd geboren in Casablanca en begon daar in de jeugdopleiding van Wydad Casablanca. Toen hij elf jaar was emigreerde hij met zijn ouders naar de Verenigde Staten. en sloot zich aan bij de jeugdopleiding van New York Red Bulls.
Op 7 februari 2013 tekende Sadaoui een contract bij het Israëlische Maccabi Haifa. Zonder zijn debuut te hebben gemaakt werd hij voor zes maanden verhuurd aan Hapoel Kefar Saba, waarvoor hij op 15 februari 2013 zijn debuut maakte. In de met 3–0 gewonnen competitiewedstrijd tegen Hapoel Petach Tikwa mocht hij na 42 minuten invallen voor Guy Melamed. Een seizoen later werd hij verhuurd aan Hapoel Nazareth Illit. Na zijn terugkeer bij Maccabi Haifa vertrok hij naar Ajax Cape Town.
Bij zijn debuut voor de Zuid-Afrikaanse club maakte hij vanuit een strafschop het tweede doelpunt voor Ajax Cape Town in een wedstrijd tegen Bidvest Wits. De wedstrijd werd met 4–2 verloren.